# Ao (バンド)
Ao（アオ）は、北海道札幌市出身のオルタナティヴ・ロックバンドである。2003年結成。2009年ハドソン・ミュージックよりメジャーデビューした後、インディーズで活動している。

## 概要
2003年10月、ボーカルの安田貴広を中心にraison d'etreという名前で活動開始。結成当時は3ピースバンドであり、ボーカルの安田はインタビューで「誰かいいボーカルが見つかるまでの臨時で歌うつもりだった」と話している。
作詞者の安田自身の生い立ちから、社会や集団からの疎外感をテーマにした歌詞が多く、作詞において、誰もが思っているけれど言葉にできないことを歌詞に込めることを非常に重要だと考えている。そのため、ネガティブな内容の歌詞が多く見受けられるが、曲調は透明感や疾走感を感じさせるものが多い。
2006年にインディーズデビューし、raison d'etre名義で2枚のシングルとミニアルバム、1枚のフルアルバムをリリース。1stミニアルバム『セフィロト』が北海道各店のインディーズチャート1位を獲得し、2ndシングル「自滅回路」はオリコンインディーズチャートで7位を記録する。
2009年メジャーデビューの際にAoに改名。改名の理由として、バンド名が読みにくい、自分達の楽曲を色彩でイメージすると青色を連想するから、多くの人に聞いてもらうためにシンプルにしたかった、などとインタビューで述べている。メジャーデビューにあたり、3rdミニアルバム『スペースオペラ』のタイトル曲が北海道テレビ放送『夢チカ18』の9月度番組テーマ曲に起用され、12月に配信限定シングル「メタメル」がリリースされた。
2013年、4thミニアルバム『Trigger of Life』が第5回CDショップ大賞の地方賞（北海道ブロック賞）を受賞。2015年1月に約2年ぶりとなる3rdフルアルバム『イデア』をリリースし、タワーレコード渋谷店と札幌ピヴォ店にて先行・限定発売された。2016年9月7日ニューアルバム「空の無い世界」リリース。

## メンバー
安田貴広（やすだ たかひろ） - ボーカル・ギター担当。北海道伊達市出身。
作詞家、作曲家、編曲家としても活動しており、藍井エイルに多くの楽曲を提供している。
またボカロPと親交が深く、クワガタPやKEIとお互いの楽曲をカバーし合う企画動画をニコニコ動画に投稿している。
影響を受けたアーティストに、LUNA SEA、Syrup 16g、GRAPEVINEを挙げている。
複数のギターを使用しているが、結成当時よりSadowsky Tokyoのストラトキャスタータイプを愛用している。
自身のスタジオTORI STUDIOにて、ボイストレーナーとしても活躍中。
長谷川聡（はせがわ さとし） - リードギター担当。北海道稚内市出身。
中学3年時に『太陽にほえろ!』のテーマを弾くギタリストを偶然テレビで見てギターに目覚める。
LUNA SEAやX JAPANなどをコピーに始まりHR/HMに傾倒し、テクニックの基礎を身に付けた後、 大学の軽音楽サークルにて様々なジャンルの音楽を吸収。
大学時代の同期にはサカナクションでドラムを担当する江島啓一がおり、同じバンドでプレイしていたこともある。
大学卒業後、所属していたバンドでraison d'etre（Ao）と対バン。当時vo安田が長谷川の熱烈なファンであり、最前列でステージを見ていたと言う逸話がある。
メインギターはmoonのレゲエマスター（通称チャーリー）。
合月亨（あいつき とおる） - ベース、コーラス担当。北海道札幌市出身。
2013年5月11日よりサポートベーシストとして参加し、同年8月8日に正式メンバーとして加入。
経専音楽放送芸術専門学校PA科卒業。同校の級友と共にspitit pageを結成しベースを担当。
2007年にライジング・サン・ロックフェスティバル（以下RSR）に出演。
また、レコーディングサポートにも精力的に参加しており、藍井エイルや元レーベルメイトである「SNARE COVER」、シンガーソングライターの「村田知哉」の楽曲にベースで参加。
ライブでの機材はメインベースにmoonのジャズベースを使用。足下は比較的シンプルだが、サンズアンプを好んで使用している。
西佑太（にし ゆうた） - ドラムス担当。北海道北見市出身。2008年に正式加入。
高校時代、友人が持ってきたKISSの「Detroit Rock City」に影響を受け、実家に置いてあったドラムを叩き始めるが、 ドラムの上達に一番役に立ったのは当時流行していたドラムマニアというゲームにハマっていたおかげだとラジオ番組で話している。
その後札幌に移住し、幾つかのバンド活動を経てAoに加入。
他アーティストのサポート、レコーディング（藍井エイル、FINLANDS等）にも参加している。
弟の西司（にしつかさ）は Jake stone garageのベーシストを務めている。

### 旧メンバー
- 菅野勇治（かんの ゆうじ） - ドラムス担当。2008年1月脱退[1]。
- 錦織勇気（にしこり ゆうき） - ベース担当。2012年脱退。

## ディスコグラフィ

### シングル
| 枚数 | 発売日         | タイトル     | 規格品番  | 収録曲                                        |
| ---- | -------------- | ------------ | --------- | --------------------------------------------- |
| 1st  | 2006年2月22日  | ライムライト | HTBY-0601 | 1. ライムライト 2. タスクマスター 3. 至上の夢 |
| 2nd  | 2008年4月16日  | 自滅回路     | HTBY-0801 | 1. 自滅回路 2. カルマドライブ 3. 蓮の花       |
| 配信 | 2009年12月2日  | メタメル     |           |                                               |
| 3rd  | 2010年10月26日 | 罪と罰       | FIST-017  | 1. 罪と罰 2. ホーリーランド                   |

### ミニアルバム
| 枚数 | 発売日         | タイトル        | 規格品番  | 収録曲 |
| ---- | -------------- | --------------- | --------- | --- |
| 1st  | 2006年9月6日   | セフィロト      | HTBY-0603 | 1. セフィロト 2. モノローグ 3. それを妥協と呼ぶ 4. 幾星霜 5. 朔-saku-                                                           |
| 2nd  | 2007年5月30日  | フォトンベルト  | HTBY-0703 | 1. フォトンベルト725 2. アストロノーツ 3. 笹舟 4. インターセプター 5. 自称シニカル 6. 蓮の種                                    |
| 3rd  | 2009年9月2日   | スペースオペラ  | QWCH-1008 | 1. スペースオペラ 2. カルマドライブ（spacy blue ver.） 3. 遠くの君へ 4. 会いにいく 5. シゾイドと変拍子 6. 虹                    |
| 4th  | 2012年12月12日 | Trigger of Life | FIST-029  | 1. トリガーオブマリア 2. オッドアイ 3. KING BEAT 4. 理由 5. 祝福を君に（Trigger of Life ver.） 6. 自称シニカル（弾き語り Ver.） |

### フルアルバム
| 枚数 | 発売日         | タイトル             | 規格品番  | 収録曲 |
| ---- | -------------- | -------------------- | --------- | --- |
| 1st  | 2008年12月17日 | 夢幻無限ディスコード | HTBY-0803 | 1. ライムライト（∞.Ver.） 2. フォトンベルト725 3. 坂の途中 4. セフィロト（∞.Ver.） 5. スペアキー 6. カルマドライブ（∞.Ver.） 7. スバラシイセカイ（∞.Ver.） 8. 息継ぎ 9. サリエリ 10. アストロノーツ 11. 自滅回路                               |
| 2nd  | 2012年1月18日  | 蒼と群青             | FIST-025  | 1. 蒼天 2. アンサーソング 3. 罪と罰 4. 蒼と群青の間 5. ランチメイトシンドローム 6. 襟 7. 絶対零度 8. 幸福のレプリカ 9. メロウスカイ 10. メタメル 11. ホーリーランド 12. トワイライトシンドローム                                               |
| 3rd  | 2015年1月21日  | イデア               | FIST-040  | 1. アルカイック 2. テレプシコーラ 3. 安心毛布 4. トウメイノカナタ 5. 刺 6. クリア 7. ミクロファンタジア 8. dusty rave 9. 耳鳴り 10. 経過報告 11. パンデミックフィロソフィ 12. おことわり                                                       |
| 4th  | 2016年9月7日   | 空の無い世界         | FIST-058  | 1. サクリファイスタウン 2. それでも僕は嘘をつく 3. 空の無い世界 4. ガーデニア 5. リビングデッド 6. ライクアバーズアイ 7. デラシネスタ 8. let it die～エコーロケーション～ 9. 寝胸夢~ねむねむ~ 10. ストックホルムシンドローム 11. 幾星霜 12. 黙 |

## ミュージックビデオ
- 自滅回路 - YouTube
- 坂の途中 - YouTube
- スペースオペラ - YouTube
- 蒼天 - YouTube
- トリガーオブマリア - YouTube
- アルカイック - YouTube
- テレプシコーラ - YouTube

## タイアップ
- アストロノーツ - 北翔大学CMソング
- スペースオペラ - 北海道テレビ放送『夢チカ18』2009年9月度テーマ曲[5]
- アルカイック  -イチオシ エンディング曲